# Kosmos 2312
O Kosmos 2312 (em russo: Космос 2312, significado Cosmos 2312) é um satélite russo de sistema de alerta como parte do programa Oko. O satélite foi projetado para identificar lançamentos de mísseis usando telescópios ópticos e sensores infravermelhos.
O satélite foi lançado em 24 de maio de 1995 do Cosmódromo de Plesetsk, na Rússia, através de um foguete Molniya-M. O satélite cumpriu sua missão até o ano de 1999 (quatro anos).